# Grumman

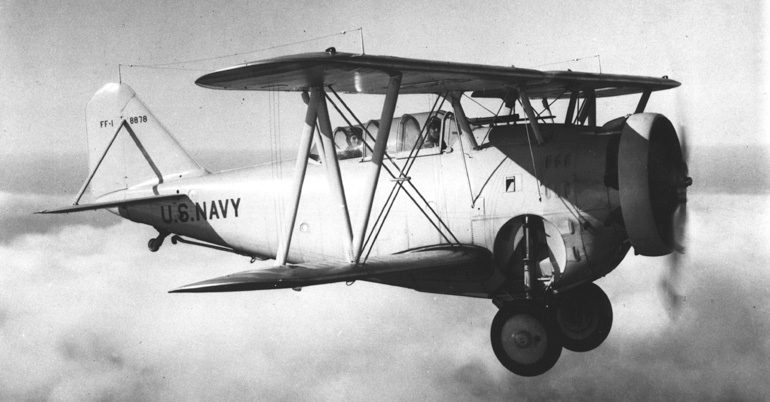
Grumman FF Fifi

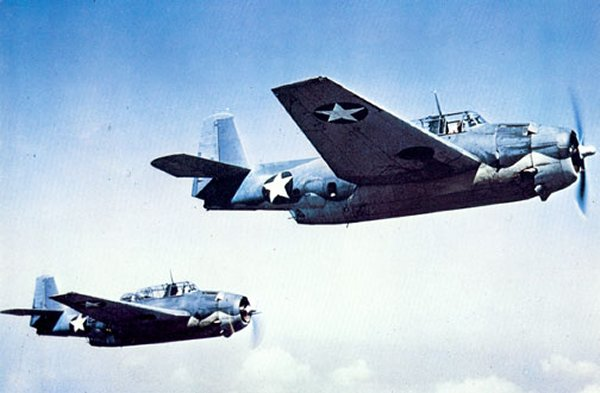
TBF Avenger

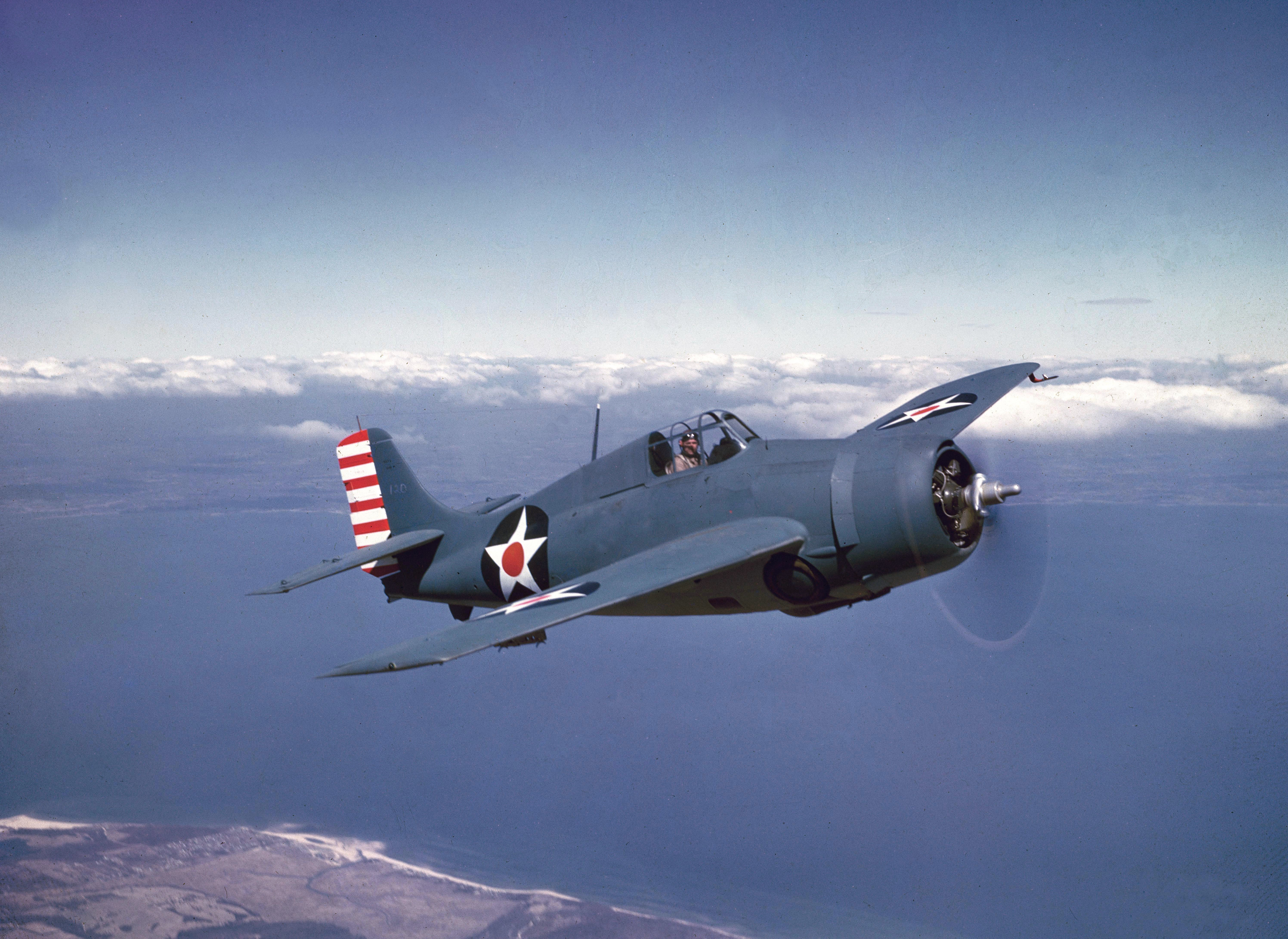
F4F Wildcat

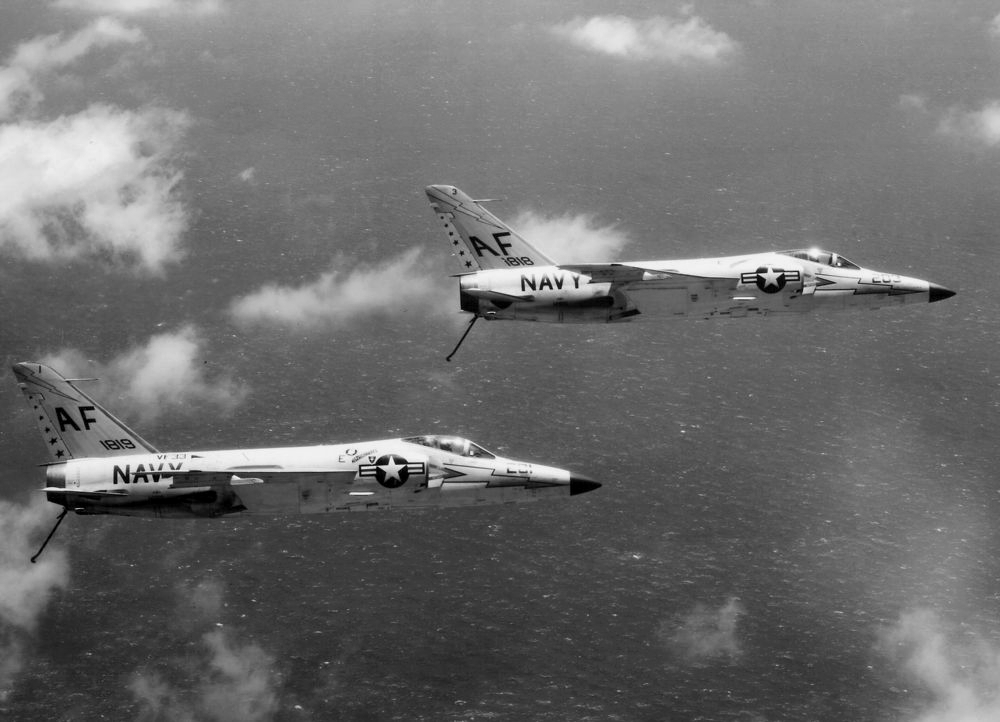
F–11 Tiger

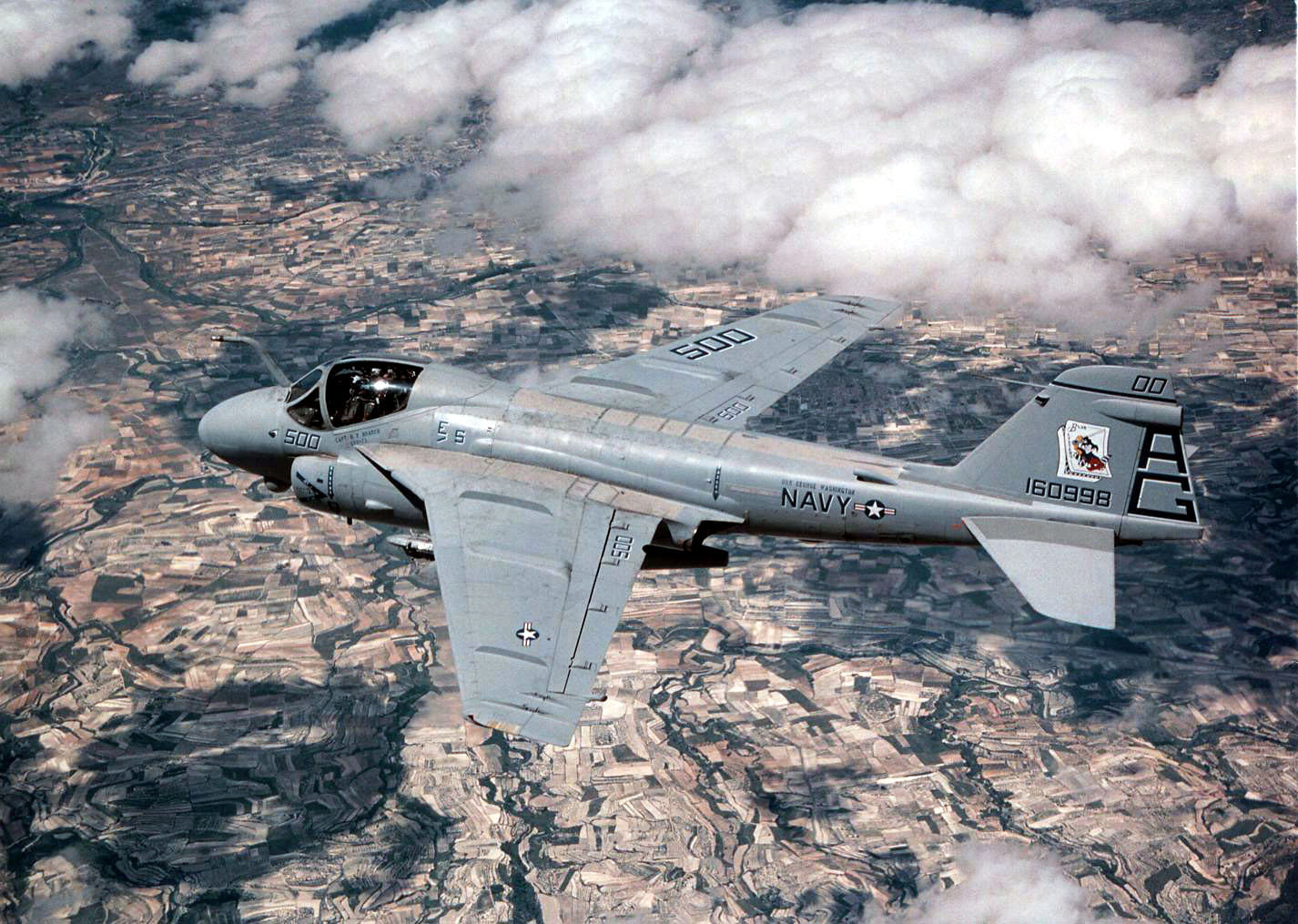
A–6E Intruder

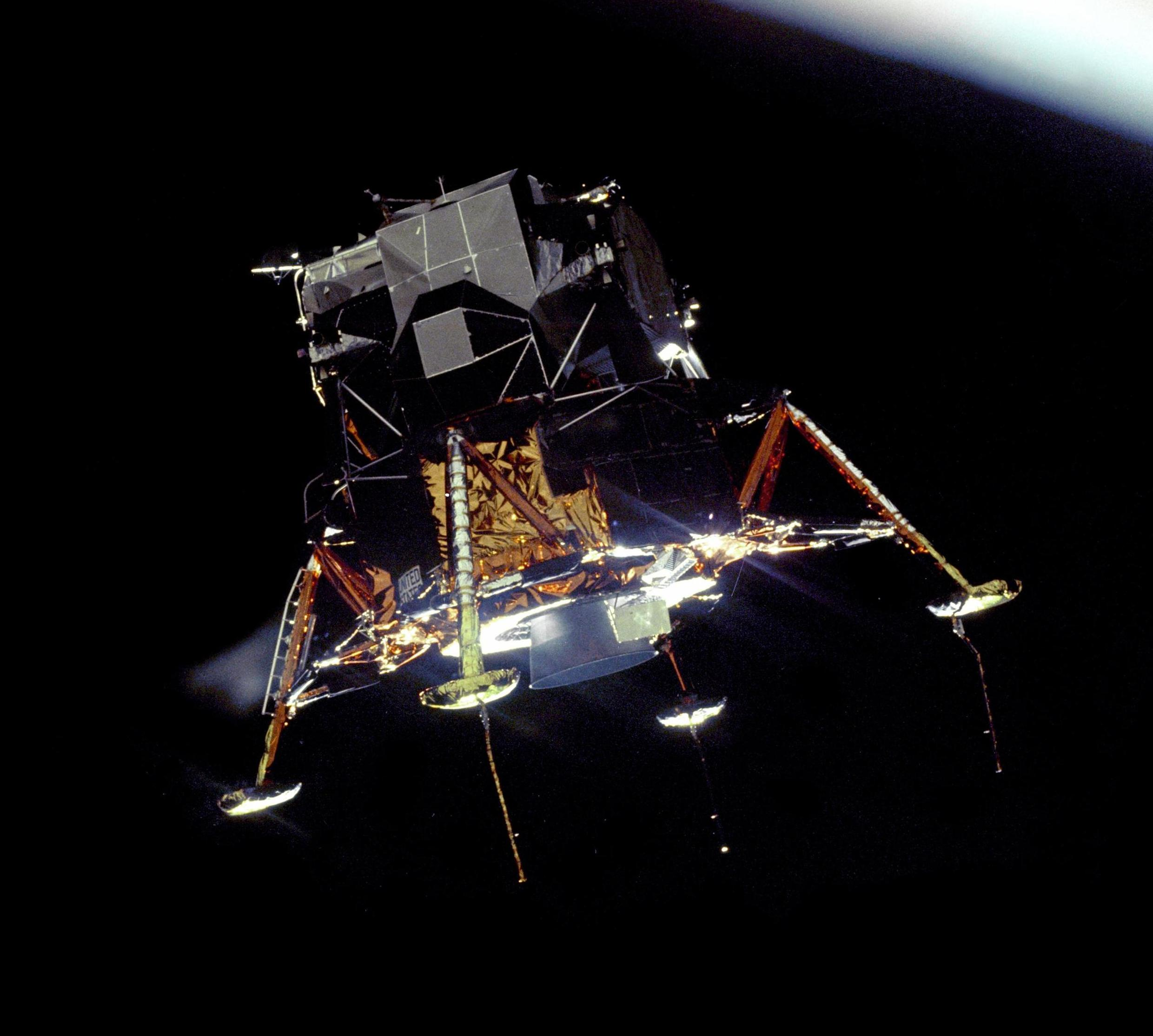
Apollo holdkomp

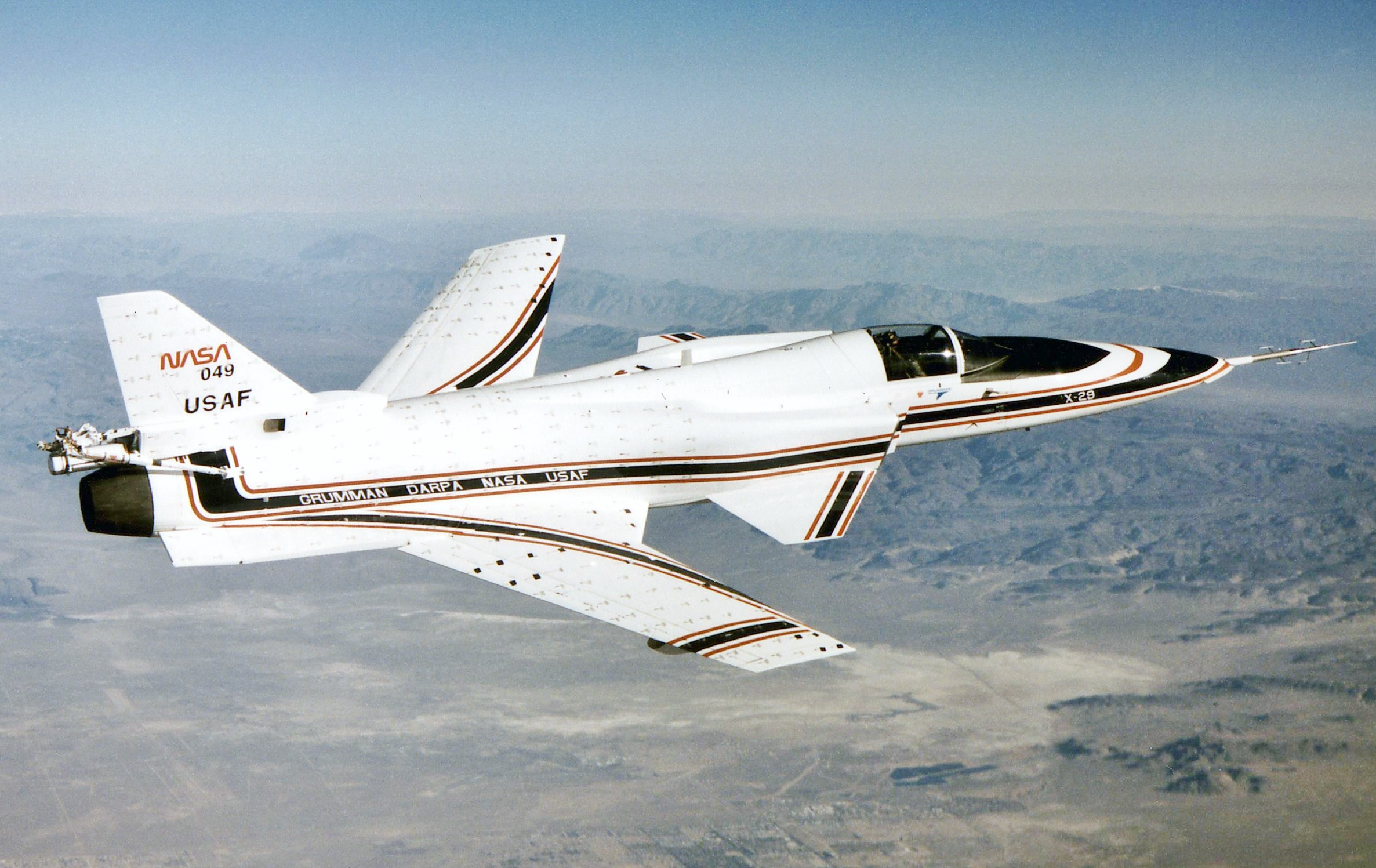
X–29

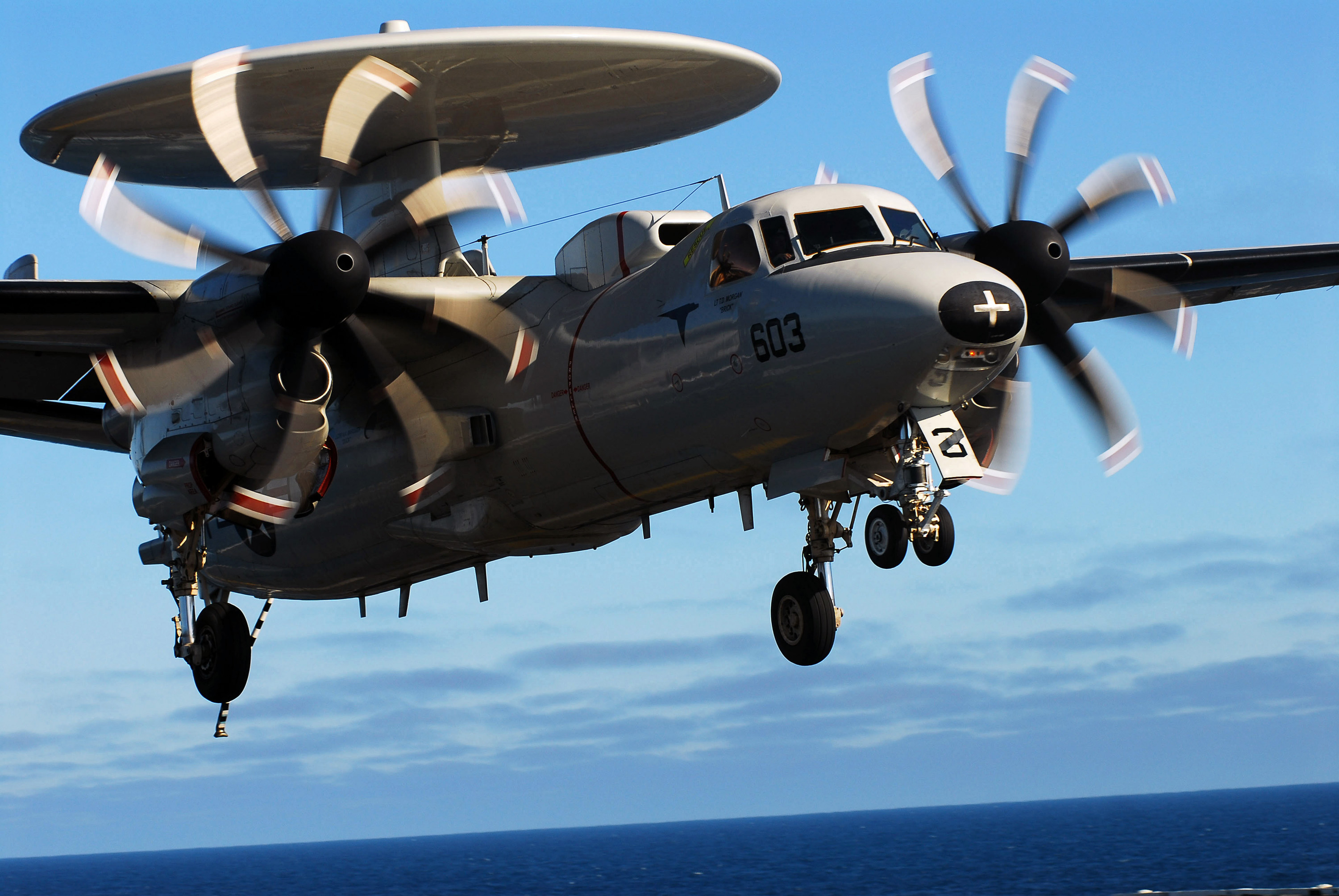
E–2C Hawkeye

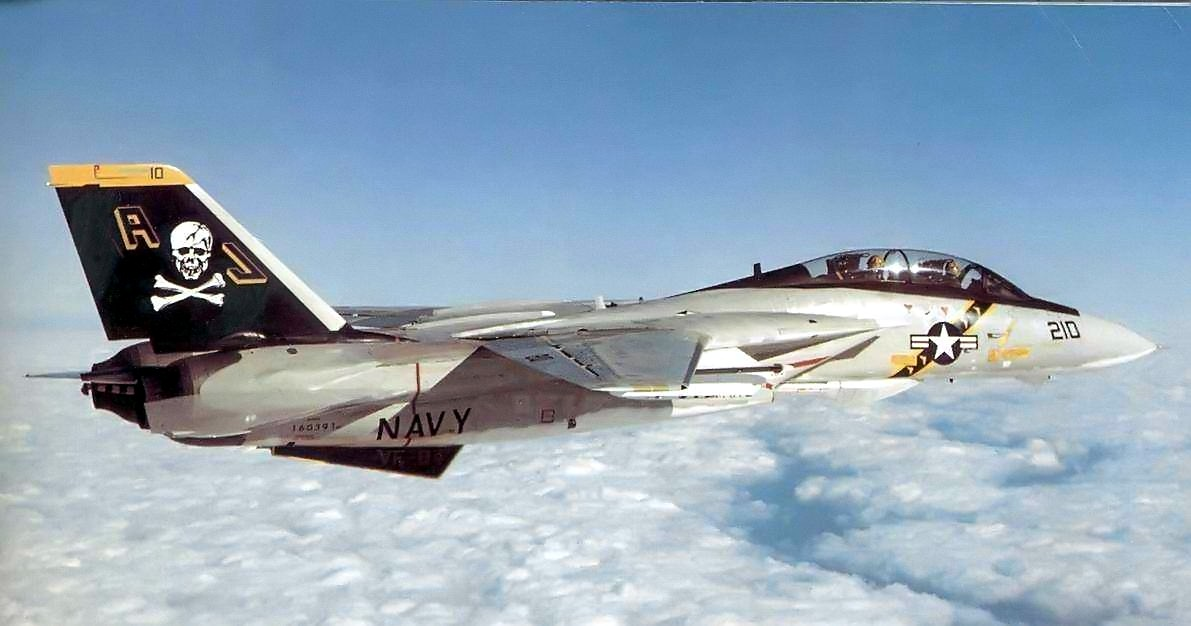
F–14A Tomcat

A Grumman Aircraft Engineering Corporation, későbbi nevén Grumman Aerospace Corporation egy amerikai repülőgépgyártó és űripari vállalat, amelyet alapítója, Leroy Grumman 1929. december 6-án hozott létre. A cég az USA meghatározó repülőgépgyártója lett, elsősorban haditengerészeti repülőgépek, de civil gépek nagy számú előállításával.
A vállalat fénykora a második világháború idején jelentkező óriási konjunktúra volt, számos legendás harci gépet köszönhetett az amerikai hadsereg a Grummannak, így például az F4F Wildcat, vagy F6F Hellcat típusokat. A hidegháború idején a sugárhajtású haditengerészeti gépekre koncentrálta erőforrásait a cég, megalkotva a kor legendás vadászgépét, az F–14 Tomcat-et, az A–6 Intruder vadászbombázót, vagy a repülőgépanyahajók AWACS felderítőjének számító E–2 Hawkeye felderítőgépet.
A hidegháború végeztével drasztikusan lecsökkent harci gépek iránti igény a cég hanyatlását okozta, így 1994-ben a Northrop felvásárolta és megalakult a cég jogutódja, a Northrop Grumman.

## Története

### Megalakulás
A vállalatot Leroy Grumman alapította 1929. december 6-án, a tevékenység 1930. január 2-án indult el. Első jelentős modellje a Grumman FF kétfedeles vadászgép volt. Ez a haditengerészet számára készült. Ennek továbbfejlesztett változatából, a Grumman 23-ból a kanadai Canadian Car and Foundry cég épített, nagyrészt amerikai alkatrészekből, 50 példányt a spanyol köztársaságpárti hadsereg számára. A gépekből 35-öt leszállítottak. A spanyol polgárháborút 5 repülő élte túl, ezek 1939. március 30-án Algériába menekültek. A Grumman FF továbbfejlesztett változatát, az együléses, kétfedeles Grumman F2F vadászgépet 1935-ben rendszeresítette az amerikai haditengerészet.

### Második világháború
A II. világháború hozta el a nagy felfutást a cég számára, amikor elsősorban a haditengerészet számára gyártott legendás típusokkal – mint az F4F Wildcat, az F6F Hellcat és a TBF Avenger – vette ki a részét a Grumman a győzelemből.

### Hidegháború
A háború utáni időszakban a Grumman is átállt a sugárhajtású harci gépek gyártására, amelyek között két korszakos típus is volt, az A–6 Intruder és az F–14 Tomcat, amelyekkel a gyár pénzügyileg is sikeres vállalkozás lehetett évtizedeken át.

### Űripar
1962-ben a Grumman nyerte el az Apollo-programban alkalmazott holdkomp gyártásának jogát.

### A végjáték
A hidegháború végeztével drasztikusan csökkenő kereslet miatt a cég nehézségekbe ütközött, olyannyira, hogy 1994-ben a Northrop felvásárolta és magába olvasztotta. Az összeolvadással létrejött új vállalat neve Northrop Grumman lett.

## Gyártóbázisok
- Bethpage, New York
- Valley Stream, New York
- Farmingdale, New York
- Calverton, New York

## Gyártmányai
- A „Cat”-ek (Macskák)
  - F4F Wildcat
  - F6F Hellcat
  - F7F Tigercat
  - F8F Bearcat
  - F9F Panther
  - F9F/F–9 Cougar
  - XF10F Jaguar
  - F11F/F–11 Tiger
  - F–14 Tomcat
- Vadászgépek
  - Grumman FF
  - Grumman F2F
  - Grumman F3F
  - XF5F Skyrocket
  - Grumman XP–50
- Támadó repülőgépek
  - AF Guardian
  - A–6 Intruder
- Bombázók
  - TBF Avenger
- Hidroplánok
  - JF Duck
  - J2F Duck
  - G–21 Goose némelyikük Super vagy Turbo Goose változatú
  - G–44 Widgeon
  - HU–16 Albatross (A parti őrségnél UF–1/UF–2, Haditengerészetnél U–16, utasszállító változat G–111)
  - G–73 Mallard
- Egyéb harci gépek
  - C–1 Trader
  - E–1 Tracer
  - S–2 Tracker
  - E–2 Hawkeye
  - C–2 Greyhound
  - OV–1 Mohawk
  - EA–6B Prowler
  - Grumman X–29
- Űrhajó
  - Apollo holdkomp
- Utasszállító gépek
  - Grumman Gulfstream I
  - Grumman Gulfstream II
  - Grumman American AA–1 (1971-76)
  - Grumman American AA–1B Trainer (1971-76)
  - Grumman American AA–5 Traveler (1972-75)
  - Grumman American AA–5A Cheetah (1976-79)
  - Grumman American AA–5B Tiger (1975-79)
  - G–164 Ag Cat